# 埃塞俄比亚经济
埃塞俄比亚经济是一个混合型和过渡性的经济，拥有庞大的公共部门。埃塞俄比亚政府正在将许多国有企业私有化，并向市场经济迈进。经济中的银行、电信和交通部门由政府拥有的公司主导。
埃塞俄比亚是世界上经济增长最快的国家之一，也是非洲第二大人口大国。 前政权时期政府拥有的许多财产现在已经私有化，或正在进行私有化，并在不久的将来实现其金融部门的自由化。然而，某些部门，如电信、金融和保险服务、航空和陆地运输服务以及零售，被认为是战略部门，预计在可预见的未来仍将由国家控制。埃塞俄比亚近50%的人口年龄在18岁以下。尽管小学和大学的教育入学率大幅提高，但创造的就业机会并没有跟上教育机构产出的增长。该国每年必须创造数十万个就业机会，才能跟上人口增长的步伐。

## 历史

人均GDP发展情况

与大多数撒哈拉以南非洲国家不同，埃塞俄比亚的资源使该国能够与外界保持几个世纪的联系。 自古以来，埃塞俄比亚商人就用黄金、象牙、麝香和野生动物皮来交换盐和丝绸、天鹅绒等奢侈品。 到十九世纪末，咖啡已成为埃塞俄比亚较重要的经济作物之一。 当时，大多数贸易沿着两条主要贸易路线流动，这两条路线的终点都是西南偏远的科法岛地区。 从那里，一条路线向北经贡德尔和阿杜瓦到马萨瓦，另一条路线沿着阿瓦什河谷到达哈勒尔，然后到达红海的柏培拉或泽拉。
尽管拥有许多财富，但在阿克苏姆陷落后，埃塞俄比亚将不再是一个伟大的贸易国家。大多数埃塞俄比亚人鄙视商人，而宁愿效仿该国的传奇战士和牧师。在该国站稳脚跟后，希腊、亚美尼亚和阿拉伯商人成为埃塞俄比亚与外界之间的经济中介。阿拉伯人也在内陆地区定居，并最终主导了除小额贸易之外的所有商业活动。
1941 年，意大利人结束对埃塞俄比亚的占领，留下的国家的经济结构与几个世纪以来的情况没什么不同。 仅在沟通方面有所改善，特别是在道路建设领域，并尝试建立一些小型工业并引入集约农业，特别是在意大利自 1890 年以来占领的厄立特里亚。但这些变化是有限的。 由于只有一小部分人口参与货币经济，贸易主要由易货贸易组成。雇佣劳动力有限，经济单位基本自给自足，对外贸易微不足道，制成品市场极小。
在 20 世纪 40 年代末和 1950 年代，经济的大部分内容保持不变。政府的发展重点是扩大官僚结构和辅助服务。大多数农民耕种小块土地或放牧牲畜。传统和原始的耕作方法为人们提供了温饱的生活水平。此外，许多游牧民族在干旱地区饲养牲畜，过着季节性迁徙的生活。农业小幅增长，工业占经济总量比重较小。